# Hrvoje Čale
Hrvoje Čale (Zagreb, 4 maart 1985) is een Kroatische voetballer die momenteel zonder club zit.

## Clubcarrière
Op negenjarige leeftijd, in het jaar 1994, begon hij zijn voetbalcarrière bij de Kroatische voetbalclub Dinamo Zagreb. Hij speelde lang in het beloftenteam van Dinamo Zagreb, waarna hij in het seizoen 2003/2004 zijn opwachting maakte bij de A-selectie. Hij speelde dat seizoen maar vier wedstrijden waarna hij een jaar later, in het seizoen 2004/2005, verhuurd werd aan eveneens een Kroatische voetbalclub Inter Zaprešić. Bij Inter Zaprešić voetbalde hij slechts een half seizoen om vervolgens de rest van het seizoen bij Dinamo Zagreb af te maken. Hij maakte zijn eerste goal in de Kroatische voetbalcompetitie op 26 november 2005 in de wedstrijd van Dinamo Zagreb tegen Slaven Belupo die overigens werd gewonnen door Dinamo Zagreb met 4-1.
Op 25 mei 2008 heeft hij een vierjarig contract getekend bij de Turkse voetbalclub Trabzonspor. Het transferbedrag is in eerste instantie niet bekendgemaakt door Dinamo Zagreb. Wel werd er later bekend dat Čale voor 2,2 miljoen euro zijn overstap maakte. Čale debuteerde op 24 augustus 2008 voor Trabzonspor onder de Turkse trainer Ersun Yanal. Het contract van Čale werd op 19 juli 2011 ontbonden bij Trabzonspor.
Op 22 augustus 2011 ondertekende Čale een 3-jarig contract bij de Duitse voetbalclub VfL Wolfsburg waar tevens zijn landgenoten Srđan Lakić en Mario Mandžukić onder contract stonden. Zijn debuut voor Wolfsburg maakte Čale op 27 augustus 2011 onder trainer Felix Magath tegen SC Freiburg wat eindigde in een 0-3 winst voor Freiburg. In januari 2013 verbrak Čale zijn samenwerking met VfL Wolfsburg.
De Belgische voetbalclub Waasland-Beveren ondertekende vervolgens een contract van twee jaar met Čale in mei 2013. Hij kreeg het rugnummer drie. In de zomer van 2015 verliet de Kroaat de Belgische club.
Na bijna zes maanden clubloos te zijn, tekende Čale in buurland Slovenië met de eersteklasser Olimpija Ljubljana.

## Interlandcarrière
Hrvoje Čale was eveneens een vaste kracht in het Kroatisch voetbalelftal onder 21. Op 11 februari 2011 debuteerde Čale voor het Kroatische voetbalelftal tegen Roemenië wat eindigde in een 2-1 winst voor Kroatië. Čale kon ook uitkomen voor het voetbalelftal van Bosnië en Herzegovina, vanwege zijn Bosnische wortels.

## Statistieken

### Clubstatistieken
| Seizoen                                | Club                    | Land      | Competitie    | Wedstrijden | Goals |
| -------------------------------------- | ----------------------- | --------- | ------------- | ----------- | ----- |
| 2003/04                                | Dinamo Zagreb           | Kroatië   | Prva HNL      | 5           | 0     |
| 2004/05                                | → Inter Zaprešić (huur) | Kroatië   | Prva HNL      | 8           | 0     |
| 2004/05                                | Dinamo Zagreb           | Kroatië   | Prva HNL      | 13          | 0     |
| 2005/06                                | Dinamo Zagreb           | Kroatië   | Prva HNL      | 15          | 2     |
| 2006/07                                | Dinamo Zagreb           | Kroatië   | Prva HNL      | 16          | 0     |
| 2007/08                                | Dinamo Zagreb           | Kroatië   | Prva HNL      | 28          | 1     |
| 2008/09                                | Trabzonspor             | Turkije   | Süper Lig     | 25          | 0     |
| 2009/10                                | Trabzonspor             | Turkije   | Süper Lig     | 34          | 1     |
| 2010/11                                | Trabzonspor             | Turkije   | Süper Lig     | 27          | 0     |
| 2011/12                                | VfL Wolfsburg           | Duitsland | Bundesliga    | 1           | 0     |
| 2012/13                                | VfL Wolfsburg           | Duitsland | Bundesliga    | 0           | 0     |
| 2013/14                                | Waasland-Beveren        | België    | Eerste klasse | 22          | 0     |
| 2014/15                                | Waasland-Beveren        | België    | Eerste klasse | 20          | 0     |
| 2015/16                                | Olimpija Ljubljana      | Slovenië  | 1. SNL        | 9           | 0     |
|                                        | Totaal                  | Totaal    | Totaal        | 174         | 4     |
| Laatst bijgewerkt op 30 augustus 2016. |                         |           |               |             |       |

### Internationale wedstrijden
| №                                      | Datum                      | Locatie                                             | Wedstrijd                  | Uitslag                    | Competitie                 | Goals                      |
| Als speler van Trabzonspor             | Als speler van Trabzonspor | Als speler van Trabzonspor                          | Als speler van Trabzonspor | Als speler van Trabzonspor | Als speler van Trabzonspor | Als speler van Trabzonspor |
| -------------------------------------- | -------------------------- | --------------------------------------------------- | -------------------------- | -------------------------- | -------------------------- | -------------------------- |
| 1.                                     | 11 februari 2009           | Ghenceastadion, Boekarest                           | Roemenië – Kroatië         | 1 – 2                      | Vriendschappelijk          | 0                          |
| 2.                                     | 1 april 2009               | Estadi Comunal d'Andorra la Vella, Andorra la Vella | Andorra – Kroatië          | 0 – 2                      | WK-kwalificatie 2010       | 0                          |
| 3.                                     | 8 oktober 2009             | Stadion Kantrida, Rijeka                            | Kroatië – Qatar            | 3 – 2                      | Vriendschappelijk          | 0                          |
| 4.                                     | 3 maart 2010               | Koning Boudewijnstadion, Brussel                    | België – Kroatië           | 0 – 1                      | Vriendschappelijk          | 0                          |
| 5.                                     | 26 mei 2010                | A. Le Coq Arena, Tallinn                            | Estland – Kroatië          | 0 – 0                      | Vriendschappelijk          | 0                          |
| Totaal                                 | Totaal                     | Totaal                                              | Totaal                     | Totaal                     | Totaal                     | 0                          |
| Laatst bijgewerkt op 30 augustus 2016. |                            |                                                     |                            |                            |                            |                            |